# Vester Sottrup
Vester Sottrup is een plaats in de Deense regio Zuid-Denemarken, gemeente Sønderborg, en telt 1465 inwoners (2008).

## Station
Vester Sottrup ligt aan de spoorlijn Sønderborg - Tinglev. Het dorp kreeg in 1901 een station aan die lijn. In 1910 werd er vanaf Vester Sottrup een zijlijn geopend naar Broager. Die zijlijn sloot al weer in 1932. In 1974 werd het station ook gesloten voor de treinen tussen Sønderborg en Tinglev. Het voormalige station, vrijwel identiek met het gebouw in Avnbøl, werd in 1986 gesloopt.